# Prieuré de Puychevrier
Le prieuré de Puychevrier (ou Puy-Chevrier) est un ancien prieuré de l'ordre de Grandmont situé à Mérigny (à 3 km du bourg) dans l'Indre. Les parties subsistantes du prieuré sont classées au titre monuments historiques par arrêté du 16 mai 1979.

## Histoire
Le prieuré est fondé vers 1190[réf. souhaitée] par un seigneur local, Hélie de Puy-Chevrier. C'est une maison importante de l'ordre car en mars 1219 le pape Honorius III charge son prieur (appelé alors « correcteur »), avec ceux de deux autres maisons, d'effectuer la visite canonique de l'abbaye de Grandmont à cause de dissensions au sein de l'ordre. De plus en 1286, Bernard de Rissa est élu abbé général ; mais il est désavoué et envoyé à Puychevrier, comme  « correcteur ». Au recensement de l'ordre en 1295, le prieuré compte six moines clercs. Lorsque Jean XXII impose la réforme de Grandmont en 1317, Puychevrier est élevé au rang de prieuré (et non plus de celle, du latin cella : maison monastique) et trois maisons lui sont unies, rétrogradées au statut de simple ferme, ce qui porte le nombre des moines à dix-huit à Puychevrier. 
Au début du XVIIe siècle, après les guerres de religion, la maison est toujours debout et la vie communautaire n'a pas cessé. Cependant, le relâchement de la discipline et le manque de moyens font qu'il n'y a plus que deux clercs en 1728. En 1772, l'ordre est supprimé et les bénéfices de Puychevrier sont dévolus au séminaire Saint-Charles de Poitiers. Les deux derniers moines ont la permission d'y demeurer jusqu'à leur mort. En 1790, il est vendu comme bien national.
Les propriétaires actuels qui en ont hérité en 1974 ont entrepris de méticuleux travaux de restauration qui font aujourd'hui de ce prieuré l'un des plus agréables témoins de l'histoire de l'ordre de Grandmont.

## Description
L'église (28 mètres x 6 mètres) est l'une des mieux préservées de l'ordre. À nef unique et voûte en berceau brisé, comme il est d'usage dans l'architecture grandmontaine, elle se termine par une abside en cul-de-four. Sa grande porte, côté occidental, est ornée de deux tores de plein cintre. L'église ferme au nord le côté qui donne sur le cloître (disparu aujourd'hui, avec sa galerie de bois) qui forme un carré au milieu des bâtiments monastiques. 
Il n'en subsiste qu'une aile complète, l'aile orientale, qui abrite la salle capitulaire remarquablement conservée et le grand dortoir des moines à l'étage. La salle capitulaire est voûtée en croisées d'ogives à six travées. Sa porte est traditionnellement encadrée de deux baies géminées donnant sur le cloître disparu. 
L'église communique vers l'emplacement du cloître par la porte des moines en arc brisé du côté Sud de l'église. La porte des fidèles ne se trouve pas au nord, comme de coutume, mais à l'ouest. 
Le reste de l'aile sud, avec l'ancienne cuisine, abrite un bel escalier du XVIIe siècle. Au dessus de la cuisine se trouvait le dortoir. Une tour carrée était liée à cette aile. C'est un logis du XVIIe siècle avec une tour vers l'aile occidentale. L'aile occidentale abritait les bâtiments agricoles et le logement du prieur.
Propriété privée, le prieuré se visite uniquement pour les journées du Patrimoine.